# (44574) Lavoratti
(44574) Lavoratti est un astéroïde de la ceinture principale.

## Description
(44574) Lavoratti est un astéroïde de la ceinture principale. Il fut découvert le 4 avril 1999 à San Marcello Pistoiese par Luciano Tesi et Maura Tombelli. Il présente une orbite caractérisée par un demi-grand axe de 2,36 UA, une excentricité de 0,11 et une inclinaison de 2,6° par rapport à l'écliptique.

## Compléments